# 180-as Csoport
A 180-as Csoport egy magyar minimálzene-orientált zeneművészeti társaság volt.

## Története
1979-ben alapította tizenhárom zenész, köztük Faragó Béla, Melis László, Soós András és Szemző Tibor. Nevük a tagok átlag magasságáról származik. A zenekar a külföldön akkor már ismert minimális zene stílust terjesztette el Magyarországon. Magyar és külföldi szerzőktől egyaránt játszottak szerzeményeket. Repertoárjukban olyan nevek szerepeltek, mint Philip Glass, Steve Reich, Terry Riley és Frederic Rzewski. Fennállásuk alatt több mint 400 koncertet tartottak. A 180-as Csoport 1990-ben oszlott fel. Tagjai pedig önállóan folytatták pályafutásukat.
2018-ban Melis László elhunyt, a tagok pedig búcsúlevelet írtak a tiszteletére.

## Tagok
- Faragó Béla
- Forgács Péter
- Gőz László
- Kálnai János
- Kovács Ferenc
- Körmendy Ferenc
- Márta István
- Melis László
- Posvanecz Éva
- Schnierer Klára
- Soós András
- Szemző Tibor
- Székely Kinga
- Tihanyi Gellért
- Tóth Tamás
- Vörös László

## Diszkográfia
- 180 (1983)
- II. (1985)
- The Songs of Maldoror (1989)
- 35 (1979-2014) (2014)